# Gornji Mračaj
Gornji Mračaj je naseljeno mjesto u općini Uskoplje, Federacija Bosne i Hercegovine, BiH.

## Zemljopis
Gornji Mračaj se nalazi na oko 850 metara nadmorske visine. 
Preko Gornjeg Mračaja vodi makadamska cesta iz Uzričja do Mačkovca.

## Povijest
Godine 1885. u naselju (navodi se kao Mračaj) je živjelo 46 stanovnika (svi katolici). Na popisu stanovništva iz 1895. Gornji Mračaj pod nazivom Mračaj se s Jelačama, Dušom, Mačkovcem i Uzričjem navode kao dio Uzričja.
Na popisu 1961. u naselju je živjelo 97 stanovnika (svi Hrvati), dok je isti broj stanovnika zabilježen i na popisu 1971. Godine 1981. ↓a u Gornjem Mračaju je živjelo 67 stanovnika (65 Hrvata i 2 Muslimana).

## Stanovništvo

### 1991.
Nacionalni sastav stanovništva 1991. godine, bio je sljedeći:
ukupno: 17
- Hrvati - 17

### 2013.
Na popisu stanovništva 2013. godine bilo je bez stanovnika.